# Kanzanga
Kanzanga är ett periodiskt vattendrag i Burundi.   Det ligger i provinsen Gitega, i den centrala delen av landet, 70 kilometer sydost om huvudstaden Bujumbura.
Omgivningarna runt Kanzanga är en mosaik av jordbruksmark och naturlig växtlighet. Runt Kanzanga är det ganska tätbefolkat, med 124 invånare per kvadratkilometer.